# Porosło
Porosło – wieś w Polsce, położona w województwie łódzkim, w powiecie piotrkowskim, w gminie Gorzkowice.
Do 2024 r. miejscowość była częścią wsi Gorzkowiczki. W latach 1975–1998 Porosło administracyjnie należało do województwa piotrkowskiego.